# 沃尔夫拉茨豪森
沃尔夫拉茨豪森（德語：Wolfratshausen，發音：[vɔlfʁaːtsˈhaʊzn̩] ⓘ）是德国巴伐利亚州上巴伐利亚行政区巴特特尔茨-沃尔夫拉茨豪森县的城市，曾是沃尔夫拉茨豪森县的县治，面积9.13平方千米，2023年12月31日人口为19,499人。

## 国际关系

### 姊妹城市
- 法國 巴伯济约-圣伊莱尔（1970年）
- 日本 入間市（1987年）

### 友好城市
- 乌克兰 布羅德（2009年）
- 義大利 曼扎诺（2011年）